# Kārlis Skalbe
Kārlis Skalbe (Vecpiebalga Letònia, 7 de novembre de 1879- Estocolm, 14 d'abril de 1945) va ser un escriptor i poeta letó.
És conegut principalment pels seus 72 contes de fades, que de fet estan escrits per a adults. Ha estat nomenat «el rei dels contes de fades», i les seves paraules han estat inscrites en el Monument a la Llibertat de Riga.
El 1987 la seva residència d'estiu es va convertir en un museu dedicat a la seva vida i la seva obra.

## Vida
Va treballar com a mestre i periodista. Després de la Revolució russa de 1905, es va traslladar a viure a Suïssa, Finlàndia i Noruega. Va retornar a Letònia el 1909 i va ser enviat 18 mesos a la presó per activitats revolucionàries. Va lluitar com a fuseller letó el 1916.
Va romandre a Letònia fins al 1944, quan ja era evident que després de la Guerra la Unió Soviètica envairia Letònia. Es va traslladar a Suècia i va morir als pocs mesos.